# تومي سميث (لاعب كرة قدم بريطاني)
تومي سميث (بالإنجليزية: Tommy Smith)‏ (30 يوليو 1959 بولفرهامبتن في المملكة المتحدة - ) هو لاعب كرة قدم بريطاني في مركز الهجوم. لعب مع شيفيلد يونايتد وهدرسفيلد تاون وWakefield F.C. ‏ وبرومزغروف روفرز ‏.

## وصلات خارجية
- تومي سميث على موقع قاعدة بيانات كرة القدم.إي يو (الإنجليزية)
- تومي سميث على موقع قاعدة بيانات كرة القدم.إي يو (الإنجليزية)